# Lew Hitch
Lewis Rufus „Lew” Hitch (ur. 16 lipca 1929 w Griggsville, zm. 8 lutego 2012) – amerykański koszykarz, występujący na pozycjach silnego skrzydłowego lub środkowego, dwukrotny mistrz NBA z Minneapolis Lakers.

## Osiągnięcia
NCAA
- Wicemistrz NCAA (1951)
- Mistrz sezonu regularnego konferencji Big 7 (1950, 1951)

NBA
- 2-krotny mistrz NBA (1952, 1953)[1]